# Sithon scaeva
Sithon scaeva är en fjärilsart som beskrevs av William Chapman Hewitson 1863. Sithon scaeva ingår i släktet Sithon och familjen juvelvingar. Inga underarter finns listade i Catalogue of Life.